# 코모 라 비다 미스마
《코모 라 비다 미스마》(스페인어: Como la vida misma)는 2023년 방영된 칠레의 텔레노벨라이다.